# День слов'янської писемності і культури

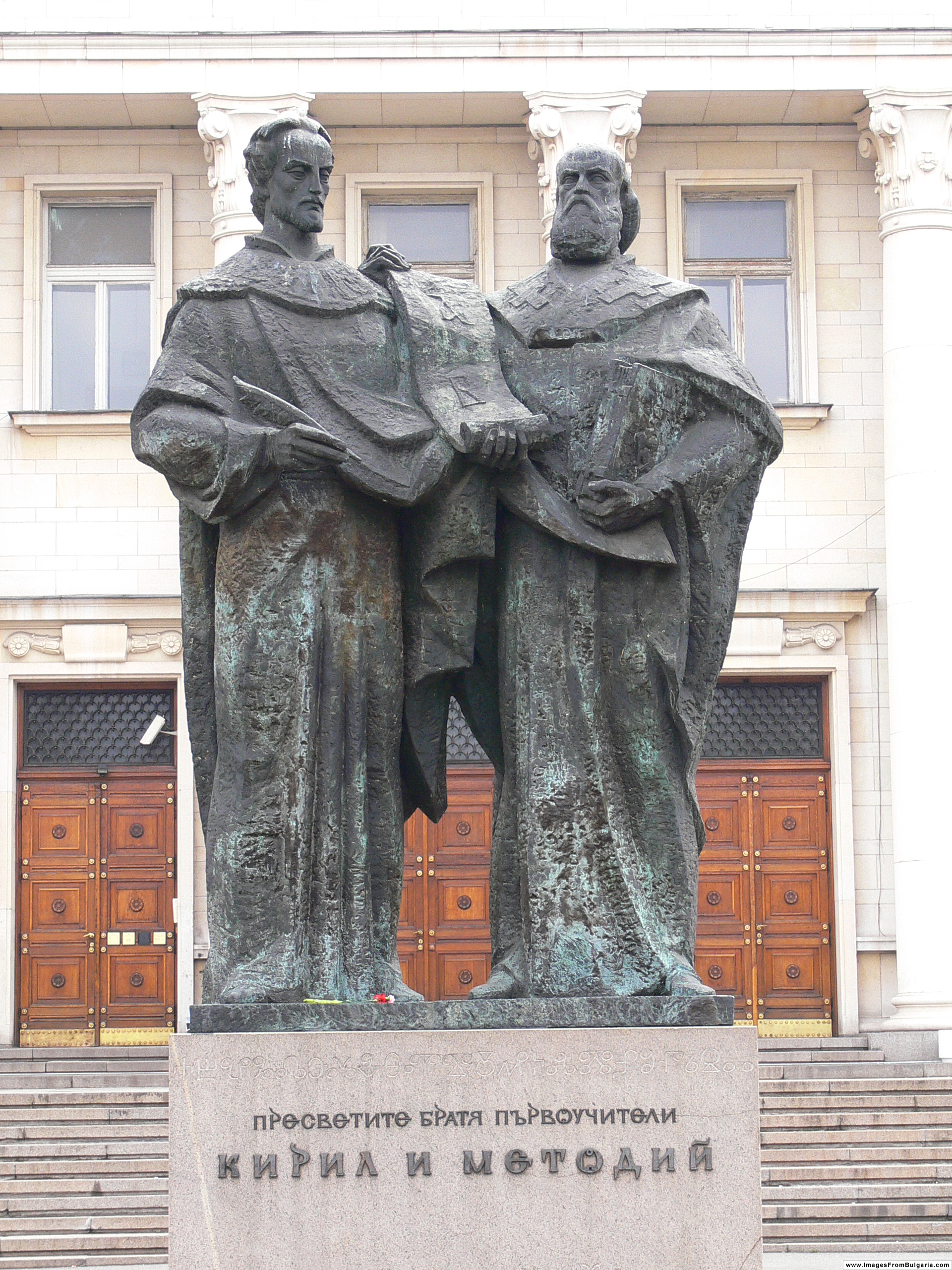
десно

День слов'я́нської писе́мності і культу́ри встановлений в Україні «…на підтримку ініціативи органів державної влади, Національної академії наук України, громадських і релігійних організацій та враховуючи історичне та просвітницьке значення спадщини слов'янських первоучителів у здобутку національної культури…» згідно з Указом Президента України «Про День слов'янської писемності і культури» від 17 вересня 2004 р. № 1096/2004. Відзначається щорічно 24 травня.
До 2023 року на це число (11 травня за старим стилем) припадав день пам'яті святих рівноапостольних Кирила і Мефодія. З 2024 року Православна церква України та Українська греко-католицька церква вшановують цих святих 11 травня за новим стилем, але дата офіційного свята наразі не змінена.
День слов'янської писемності і культури святкують також у Болгарії, Північній Македонії, Росії, Білорусі, Сербії, Чорногорії та у низці інших країн. З 1969 року Болгарська православна церква теж вшановує цих святих 11 травня за новим стилем, але дата офіційного свята у Болгарії змінена не була.